# 瀬戸町撫佐
瀬戸町撫佐（せとちょうむさ）は、徳島県鳴門市の大字。郵便番号は771-0369。

## 地理
鳴門市の北東部・島田島の南東部に位置し、ウチノ海に南面する小集落。北方の瀬戸町室とは、島田山を縦断する山路で通じる。山地を通って東・北・西の境をなす鳴門スカイライン（徳島県道183号亀浦港櫛木線）を隔てて、北は瀬戸町室、西は瀬戸町大島田に接する。また南西方の瀬戸町小島田とは、ウチノ海沿いの道路で通じている。
漁業で生計を営む者が多く、分村してできた瀬戸町室の漁民と共同で、室撫佐漁協を設立し、瀬戸内海を中心に活動している。字本村に八幡神社がある。

### 島嶼
- 鏡島

### 小字
| - 穴明 - 大石 - 口ノ谷 - 船附場 - 本村 | - 前山 - 撫佐越 |  |

## 歴史
江戸期から明治22年にかけては板東郡および板野郡の村であった。寛文4年より板野郡に属した。明治22年に同郡瀬戸村、昭和3年に瀬戸町の大字となった。昭和22年3月には鳴南市、同年5月より現在の鳴門市の字名となる。

## 世帯数と人口
2022年（令和4年）7月31日現在の世帯数と人口は以下の通りである。
| 町丁       | 世帯数 | 人口 |
| ---------- | ------ | ---- |
| 瀬戸町撫佐 | 14世帯 | 27人 |

## 小・中学校の学区
市立小・中学校に通う場合、学区は以下の通りとなる。
| 番地 | 小学校             | 中学校             |
| ---- | ------------------ | ------------------ |
| 全域 | 鳴門市立島田小学校 | 鳴門市立瀬戸中学校 |

## 交通

### 道路
都道府県道
- 徳島県道183号亀浦港櫛木線（鳴門スカイライン）

## 施設
- 八幡神社